# Geraldo Blota
Geraldo Blota da Silva (Ribeirão Bonito, 25 de outubro de 1925 – São Paulo, 15 de janeiro de 2009), também conhecido pela alcunha GB, foi um jornalista esportivo, radialista e compositor brasileiro, que esteve em atividade durante as décadas de 60 e 70.

## Biografia

### Início de vida
Filho de José Blota e Amélia Queiroz, Geraldo nasceu em Ribeirão Bonito, em 1925, irmão de Blota Júnior e Gonzaga Blota.

### Vida pessoal
O jornalista foi casado com Alda Vieira, com quem teve 6 filhos, incluindo o ator Blota Filho

### Morte
Geraldo Blota da Silva tinha câncer de intestino desde meados dos anos 70, e se internou em 9 de janeiro de 2009 no Hospital Paulistano, em São Paulo, vindo a falecer na madrugada do dia 15, em decorrência de um câncer no reto, aos 83 anos.

## Carreira

### No rádio
Geraldo Blota trabalhou ao lado de Joseval Peixoto, na rádio Jovem Pan de São Paulo, durante as décadas de 60 e 80. Também esteve na rádio Tupi. Ainda na rádio, foi diretor do Sindicato dos Radialistas.

### Na televisão
Blota trabalhou na TV Record e na TV Gazeta, onde esteve ao lado de José Italiano, Dalmo Pessoa, entre outros apresentadores. Também se tornou conhecido por ser a primeira pessoa a entrevistar o futebolista Pelé após este marcar seu milésimo gol.

### Na política
Eleito vereador por duas vezes, Geraldo também foi vice-presidente da Câmara Municipal de São Paulo.